# Misumenops laticeps
Misumenops laticeps är en spindelart som först beskrevs av Cândido Firmino de Mello-Leitão 1944. 
Misumenops laticeps ingår i släktet Misumenops och familjen krabbspindlar. Inga underarter finns listade i Catalogue of Life.